# 2012年东阿塞拜疆地震
2012年伊朗东阿塞拜疆省地震，发生于伊朗西北部东阿塞拜疆省首府大不里士附近的阿哈尔市，时间为2012年8月11日16:53（以上为伊朗夏令时间IRDT，UTC+04:30）。两次破坏性地震震级分别为芮氏6.4级、6.3级。地震造成306人死亡，3,037人受伤，超過16,000人無家可歸。伤亡主要发生在大不里士附近地区的山区及村庄地区，阿哈尔市也有45人死亡。阿塞拜疆、亚美尼亚也有震感，但無災情傳出。

## 震后
8月12日，伊朗內政部長穆斯塔法·穆罕默德-納賈爾說：「搜救行動現已結束。我們正努力確保滿足生還者在食物與住宿上的需要。」那賈爾及其他官員說，瓦礫磚石堆下已經沒有其他生還者，沒有進一步搜救必要。
8月13日，伊朗衛生部長達斯特傑爾迪（Marzieh Vahid Dastjerdi）表示，數字上升為306人喪生、3,037人受傷，罹難者多為婦女和孩童，婦幼219人、男性49人。醫院統計數字與總數間有落差，原因是在官員到場前，有些罹難者家屬就將死者遺體埋葬。這項官方死亡人數列在給國會議員的報告，公布在伊朗國會網站。
8月14日，伊朗副總統希拉米（Mohammad Reza Rahimi）訪視災區後改口說，伊朗已準備好接受國際援助 ；同時在早已結束搜救作業後，又發現了2名生還者。
8月16日，伊朗最高领袖哈梅内伊到地震災區訪問，並安撫災區的災民，及要求有關部門加收分配救災物資。哈梅内伊希望災民保持耐性和寬容，相互合作共渡難關。  

## 國際反應
伊朗紅新月會在地震后稱，其有能力處理災情，婉拒国际社会的援助。
地震發生后的第一時間，土耳其、新加坡、德國等国表示願意支援，台湾也表示愿意为伊朗捐款。